# 利多蒂科克
利多蒂科克（Lido Tikok），是印度阿萨姆邦Tinsukia县的一个城镇。总人口6761（2001年）。

## 人口
该地2001年总人口6761人，其中男性3638人，女性3123人；0—6岁人口845人，其中男416人，女429人；识字率66.45%，其中男性为74.46%，女性为57.12%。